# Pallamano Trieste 2018-2019
Questa pagina raccoglie i dati riguardanti la Pallamano Trieste nelle competizioni ufficiali della stagione 2018-2019.

## Maglie e sponsor
Lo sponsor tecnico della stagione 2018-2019 è l'azienda svedese Salming Sport, già sponsor ufficiale dell'EHF. Lo sponsor frontale è Alabarda Onoranze Funebri, mentre sulle maniche sono presenti FriuLIVEneziagiulia e Fondazione CRTrieste.
Gli altri main sponsor, non presenti sulla maglietta di gioco, sono Allianz e Dolomia.

## Mercato

### Sessione estiva
| Acquisti | Acquisti          | Acquisti | Acquisti      | Acquisti |
| R.a      | Nome              | da       | Modalità      |          |
| -------- | ----------------- | -------- | ------------- | -------- |
| TS       | Božidar Leković   | Izvidjač | definitivo    |          |
| TD       | Dušan Šipka       | Suceava  | definitivo    |          |
| TD       | Ivo Mišković      | Izvidjač | definitivo    |          |
| PT       | Marko Milovanović | Oderzo   | definitivo    |          |
| AD       | Lorenzo Dovgan    | Opicina  | fine prestito |          |

| Cessioni | Cessioni            | Cessioni | Cessioni       | Cessioni |
| R.       | Nome                | a        | Modalità       |          |
| -------- | ------------------- | -------- | -------------- | -------- |
| TS       | Erik Udovičić       | Bozen    | fine contratto |          |
| TS       | Sergio Crespo Diego | Brixen   | fine contratto |          |
| PT       | Thomas Postogna     | Koper    | fine contratto |          |

### Sessione invernale
| Acquisti | Acquisti   | Acquisti | Acquisti   | Acquisti |
| R.a      | Nome       | da       | Modalità   |          |
| -------- | ---------- | -------- | ---------- | -------- |
| TD       | Miloš Ivić | HC Bruck | definitivo |          |

| Cessioni | Cessioni     | Cessioni | Cessioni | Cessioni |
| R.       | Nome         | a        | Modalità |          |
| -------- | ------------ | -------- | -------- | -------- |
| TD       | Ivo Mišković | RK Rudar | prestito |          |

## Rosa 2018-19

### Giocatori
| N° | Naz.                  | Ruolo | Sportivo              | Anno |  |  |
| -- | --------------------- | ----- | --------------------- | ---- |  |  |
| 1  | Italia (bandiera)     | P     | Luca Doronzo          | 1997 |  |  |
| 12 | Italia (bandiera)     | P     | Diego Modrušan        | 1980 |  |  |
| 21 | Italia (bandiera)     | P     | Nicolò Zoppetti       | 2000 |  |  |
| 53 | Serbia (bandiera)     | P     | Marko Milovanović     | 1992 |  |  |
| 2  | Serbia (bandiera)     | T     | Miloš Ivić            | 1994 |  |  |
| 3  | Italia (bandiera)     | C     | Jan Radojković        | 1989 |  |  |
| 4  | Montenegro (bandiera) | T     | Božidar Leković       | 1991 |  |  |
| 5  | Italia (bandiera)     | C     | Giacomo Hrovatin      | 2002 |  |  |
| 7  | Italia (bandiera)     | A     | Emanuele Tocchetto    | 1994 |  |  |
| 8  | Italia (bandiera)     | A     | Jacopo Muran          | 1990 |  |  |
| 9  | Italia (bandiera)     | PV    | Alex Pernic           | 1992 |  |  |
| 13 | Italia (bandiera)     | PV    | Massimiliano Di Nardo | 1992 |  |  |
| 14 | Italia (bandiera)     | A     | Andrea Carpanese      | 1982 |  |  |
| 17 | Italia (bandiera)     | A     | Lorenzo Dovgan        | 1995 |  |  |
| 18 | Italia (bandiera)     | T     | Leonardo Allia        | 1999 |  |  |
| 19 | Italia (bandiera)     | A     | Marco Visintin        | 1982 |  |  |
| 24 | Serbia (bandiera)     | T     | Dušan Šipka           | 1988 |  |  |
| 33 | Italia (bandiera)     | T     | Luca Sandrin          | 1999 |  |  |
| 34 | Italia (bandiera)     | C     | Gianni Sodomaco       | 2000 |  |  |
|    | Italia (bandiera)     | A     | Raul Grosu Ionut      | 2001 |  |  |

### Organigramma societario
Di seguito l'organigramma della società.
- Giuseppe Lo Duca - Presidente
- Michele Semacchi - General Manager
- Giorgio Oveglia - Direttore Sportivo
- Andrea Carpanese - Allenatore
- Davide Nait - Allenatore in seconda
- Sergey Sain - Preparatore atletico
- Mario Oblascia - Addetto alla prima squadra
- Claudio Schina - Responsabile settore giovanile
- Enzo Gianlorenzi - Medico sociale
- Beatrice Finocchiaro - Addetto stampa
- Denis Locoselli - Addetto stampa

## Risultati

### Stagione Regolare

#### Girone d'andata
| Conversano 8 settembre 2018 | Conversano | 22 – 19 | Trieste |  |

| Trieste 16 settembre 2018 | Trieste | 29 – 28 | Junior Fasano |  |

| Cologne 22 settembre 2018 | Cologne | 24 – 31 | Trieste |  |

| Trieste 29 settembre 2018 | Trieste | 30 – 27 | Bologna United |  |

| Fondi 6 ottobre 2018 | Gaeta | 23 – 29 | Trieste |  |

| Trieste 13 ottobre 2018 | Trieste | 23 – 23 | Black Devils |  |

| Brixen 10 novembre 2018 | Brixen | 23 – 22 | Trieste |  |

| Bolzano 17 novembre 2018 | Bozen | 26 – 19 | Trieste |  |

| Trieste 24 novembre 2018 | Trieste | 22 – 23 | Cassano Magnago |  |

| Fondi 1 dicembre 2018 | Fondi | 26 – 22 | Trieste |  |

| Trieste 8 dicembre 2018 | Trieste | 28 – 23 | Siena |  |

| Lavis 15 dicembre 2018 | Pressano | 28 – 20 | Trieste |  |

| Trieste 12 gennaio 2018 | Trieste | 27 – 22 | Cingoli |  |

#### Girone di ritorno
| Trieste 20 gennaio 2019 | Trieste | 19 – 27 | Conversano |  |

| Fasano 26 gennaio 2019 | Junior Fasano | 24 – 21 | Trieste |  |

| Trieste 2 febbraio 2019 | Trieste | 23 – 17 | Cologne |  |

| Bologna 9 febbraio 2019 | Bologna United | 25 – 30 | Trieste |  |

| Trieste 16 febbraio 2019 | Trieste | 21 – 22 | Gaeta |  |

| Merano 23 febbraio 2019 | Black Devils | 22 – 23 | Trieste |  |

| Trieste 9 marzo 2019 | Trieste | 33 – 27 | Brixen |  |

| Trieste 16 marzo 2019 | Trieste | 28 – 35 | Bozen |  |

| Cassano Magnago 23 marzo 2019 | Cassano Magnago | 28 – 17 | Trieste |  |

| Trieste 30 marzo 2019 | Trieste | 22 – 22 | Fondi |  |

| Siena 20 aprile 2019 | Siena | 25 – 25 | Trieste |  |

| Trieste 1 maggio 2019 | Trieste | 22 – 26 | Pressano |  |

| Cingoli 4 maggio 2019 | Cingoli | 29 – 27 | Trieste |  |

### Coppa Italia

#### Quarti di finale
| Trieste 1 marzo 2019 | Cassano Magnago | 20 – 15 | Trieste |  |

## Classifica
|  | Pos. | Squadra         | Pt | G  | V  | N | S  | GF  | GS  | D    | Note          |
|  | ---- | --------------- | -- | -- | -- | - | -- | --- | --- | ---- | ------------- |
|  | 1.   | Bozen           | 46 | 26 | 22 | 2 | 2  | 750 | 619 | +131 | Playoff       |
|  | 2.   | Pressano        | 42 | 26 | 20 | 2 | 4  | 688 | 603 | +85  | Playoff       |
|  | 3.   | Conversano      | 40 | 26 | 19 | 2 | 5  | 749 | 644 | +105 | Playoff       |
|  | 4.   | Cassano Magnago | 36 | 26 | 18 | 0 | 8  | 654 | 588 | +66  | Playoff       |
|  | 5.   | Junior Fasano   | 35 | 26 | 17 | 1 | 8  | 669 | 639 | +30  |               |
|  | 6.   | Trieste         | 23 | 26 | 10 | 3 | 13 | 632 | 647 | -15  |               |
|  | 7.   | Brixen          | 22 | 26 | 10 | 2 | 14 | 669 | 694 | -25  |               |
|  | 8.   | Siena           | 20 | 26 | 8  | 4 | 14 | 668 | 703 | -35  |               |
|  | 9.   | Gaeta           | 20 | 26 | 9  | 2 | 14 | 639 | 680 | -41  |               |
|  | 10.  | Fondi           | 19 | 26 | 8  | 3 | 15 | 620 | 677 | -57  |               |
|  | 11.  | Cologne         | 17 | 26 | 8  | 1 | 17 | 618 | 674 | -57  |               |
|  | 12.  | Black Devils    | 17 | 26 | 7  | 3 | 16 | 600 | 641 | -41  |               |
|  | 13.  | Cingoli         | 14 | 26 | 6  | 2 | 18 | 653 | 728 | -75  | Retrocessione |
|  | 14.  | Bologna United  | 13 | 26 | 6  | 1 | 19 | 622 | 694 | -72  | Retrocessione |

Aggiornato al 05/05/19

## Statistiche

### Giocatori
Statistiche aggiornate al 5 maggio
- Maggior numero di cartellini gialli: Massimiliano Di Nardo (19)
- Maggior numero di esclusioni temporanee: Massimiliano Di Nardo (30)
- Maggior numero di cartellini rossi: Massimiliano Di Nardo (2)
- Maggior numero di reti in una gara: Božidar Leković (10)

#### Classifica marcatori
| Numero | Giocatore             | Presenze | Reti | Media gol |
| ------ | --------------------- | -------- | ---- | --------- |
| 3      | Jan Radojković        | 27       | 148  | 5,48      |
| 4      | Božidar Leković       | 24       | 144  | 6         |
| 9      | Alex Pernic           | 25       | 85   | 3,4       |
| 19     | Marco Visintin        | 27       | 62   | 2,29      |
| 17     | Lorenzo Dovgan        | 23       | 55   | 2,39      |
| 33     | Luca Sandrin          | 27       | 38   | 1,4       |
| 2      | Miloš Ivić            | 15       | 32   | 2,13      |
| 5      | Giacomo Hrovatin      | 25       | 25   | 1         |
| 13     | Massimiliano Di Nardo | 27       | 25   | 0,92      |
| 14     | Andrea Carpanese      | 18       | 10   | 0,55      |
|        | Raul Grosu            | 5        | 6    | 1,2       |
|        | Ivo Mišković          | 6        | 5    | 0,83      |
| 18     | Leonardo Allia        | 12       | 5    | 0,41      |
| 34     | Gianni Sodomaco       | 8        | 4    | 0,5       |
| 8      | Jacopo Muran          | 22       | 1    | 0,05      |
| 53     | Marko Milovanović     | 27       | 1    | 0,03      |
| 12     | Diego Modrušan        | 27       | 0    | 0         |
| 7      | Emanuele Tocchetto    | 12       | 0    | 0         |
| 1      | Luca Doronzo          | 10       | 0    | 0         |
| 21     | Nicolò Zoppetti       | 1        | 0    | 0         |
| 24     | Dušan Šipka           | 1        | 0    | 0         |
|        | Davide Parisato       | 1        | 0    | 0         |

Aggiornato al 05/05/19

### Partite
- Più gol segnati: Trieste-SSV Brixen 33-27 (20ª giornata)
- Meno gol segnati: Cassano Magnago-Trieste 20-15 (Quarti di finale Coppa Italia)
- Miglior vittoria: Metelli Cologne-Trieste 24-31 (3ª giornata)
- Peggior sconfitta: Cassano Magnago-Trieste 28-17 (22ª giornata)
- Con più gol: Trieste-SSV Bozen 28-35 (63, 21ª giornata)
- Con meno gol: Cassano Magnago-Trieste 20-15 (35, Quarti di finale Coppa Italia)